# Islamitisch emiraat Koerdistan
Het islamitische emiraat Koerdistan (Koerdisch: میرنشینی ئیسلامیی کوردستان, mîrnişînî îslamîyi kurdistan) was een niet-erkende Koerdische islamitische staat die werd bestuurd door de sharia. Het was sinds 1991 buiten de controle van de Iraakse regering en was in 1994 een zelfbesturende entiteit binnen de autonome regio Koerdistan, en het verklaarde officieel de onafhankelijkheid in 2001 en eindigde in 2003.

Het islamitische emiraat Koerdistan in grijs

## Geschiedenis

### Achtergrond
Tot de Iraakse opstanden van 1991 behoorden onder meer de Democratische Partij van Koerdistan (KDP), de Patriottische Unie van Koerdistan (PUK) en de Islamitische Beweging van Koerdistan (IMK), die in opstand kwam tegen de Iraakse regering en de Koerdistan Autonome Regio stichtte. De IMK bleef een aanzienlijke aanwezigheid hebben in de regio Koerdistan. Later brak de Iraaks-Koerdische burgeroorlog uit tussen de KDP en de PUK. Als onderdeel van de overeenkomsten werd de controle over de regio Koerdistan in drie delen verdeeld. De KDP kreeg het gouvernement Duhok en het gouvernement Erbil, de PUK kreeg het gouvernement Sulaymaniyah en de IMK kreeg het gouvernement Halabja. Het emiraat maakte deel uit van de regio Koerdistan, hoewel niet onder de jurisdictie van de Koerdistan Regionale Overheid. Toen de IMK werd opgenomen in de KRO, verlieten sommigen de IMK en vormden hun eigen groepen, die in het emiraat bleven opereren. Onder de groepen bevonden zich Islah onder leiding van Mullah Krekar, de Koerdische Justitiegroep onder leiding van Ali Bapir, en Jund al-Islam (een fusie van het Tawhid Islamic Front, de Islamitische Verzetsbeweging en de Tweede Soran-eenheid) onder leiding van Abu Abdullah al-Shafi'i. Vroeg tijdens de Iraakse opstanden van 1991 had de IMK Koerdische delegaties naar Osama bin Laden gestuurd, waarin ze hem vertelden over de wreedheden die Saddam Hoessein tegen Koerden pleegde. Nadat al-Qaeda in 1991 naar Khartoem, Soedan was verhuisd, bezocht een al-Qaeda-instructeur Iraaks Koerdistan om de IMK-rebellen in 1992 te trainen. Mullah Krekar was de militaire commandant van de IMK van 1991 tot hij vertrok om Islah op te richten in 2001. De IMK bestond uit zijn politieke vleugel, die het emiraat regeerde, en zijn militaire vleugel, de IMK-Peshmerga, die uit zes eenheden bestond en een officiële tak van de Peshmerga was sinds de oprichting van de Koerdische regio in 1991, terwijl de KDP en PUK ook hun eigen Peshmerga-takken hadden.
In 2001 nam Mullah Krekar de controle over het onstabiele emiraat over en riep de onafhankelijkheid uit, en maakte zijn voornemen kenbaar om het islamitische emiraat uit te breiden tot heel Groot-Koerdistan. Mullah Krekar presenteerde het islamitische emiraat als een onafhankelijke Koerdische staat en beweerde dat het zich niet voorbij Koerdistan zou uitbreiden. In het islamitische emiraat fuseerden Islah en Jund al-Islam tot Ansar al-Islam, dat optrad als het leger van het islamitische emiraat. Toen Ansar al-Islam werd opgericht, schonk Osama bin Laden $ 300.000 aan de groep.
Mullah Krekar, leider van Ansar al-Islam, was de emir van het emiraat, terwijl Abu Abdullah al-Shafi'i en Ali Bapir zijn plaatsvervangers waren. Nu het Islamitische Emiraat Koerdistan van alle kanten de facto onder een embargo stond, verleenden Koerdische jihadisten uit Iran cruciale steun en zetten ze netwerken op die illegaal naar het Islamitische Emiraat Koerdistan smokkelden.

### Het leven onder het Islamitische Emiraat
Net als Mullah Krekar hadden veel strijders en leiders van Ansar al-Islam er ook nationalistische opvattingen op na en behandelden ze het nieuwe emiraat als een overwinning van de Koerdische onafhankelijkheidsbeweging. Het waren ook traditionalisten die de Koerdische cultuur sociaal propageerden. Elementen van het nationalisme die in tegenspraak waren met de islam werden echter verlaten. Er werd ook gemeld dat Ansar al-Islam de strikte sharia-wetgeving handhaafde, wreedheden beging tegen de Yarsani-minderheid en soefi's hardhandig vervolgde. Het Islamitische Emiraat Koerdistan onderhield diplomatieke betrekkingen met het Islamitische Emiraat Afghanistan onder leiding van Mohammed Omar, en zou Koerden naar Afghanistan sturen om training te krijgen van de Taliban of Al-Qaeda. Ze stuurden ook delegaties naar Osama bin Laden in Afghanistan. De Iraanse Revolutionaire Garde werd ervan beschuldigd roekeloos te zijn over wat er aan hun grenzen gebeurde. Mullah Krekar en Ansar al-Islam het Koerdische karakter van het emiraat benadrukt.
Na de aanslagen op 11 september 2001 probeerde al-Qaeda het Islamitische Emiraat Koerdistan te gebruiken als basis voor toekomstige operaties. Abu Musab al-Zarqawi verliet Afghanistan en werd het emiraat binnengesmokkeld met de hulp van Koerden uit Iran en Europa. Hij bleef kort in het emiraat en verhuisde uiteindelijk naar Al-Anbar, waar hij veel beruchter werd. Het Islamitische Emiraat Koerdistan trok enkele Taliban-veteranen aan, bestaande uit Afghaanse Arabieren en Pasjtoen, die meer etnische en taalkundige overeenkomsten hadden met de Koerden. De overgrote meerderheid van de jihadisten was altijd lokale Koerden geweest. Op zijn hoogtepunt in 2002 had Ansar al-Islam meer dan 700 strijders, meer dan 90% Koerdisch. De vrijwilligers die uit Afghanistan kwamen, ongeveer 70 personen, hadden voornamelijk gediend als adviseurs, instructeurs en ambassadeurs.
Saddam Hoessein was op de hoogte van het Islamitische Emiraat en beschouwde Ansar al-Islam als een separatistische dreiging, en probeerde inlichtingen tegen hen te verzamelen. Moellah Krekar had gedreigd Saddam Hoessein persoonlijk te vermoorden als Irak iets zou proberen tegen het Islamitische Emiraat Koerdistan.

### Instorten
Na het lanceren van de invasie van Irak ontzegde de regering van Bülent Ecevit de Verenigde Staten toestemming om Irak binnen te komen vanaf Turks grondgebied. De Verenigde Staten lanceerden in 2003 Operatie Viking Hammer. Na het verlies van het emiraat verzamelden de meeste Ansar al-Islam zich aan de grens tussen Iran en Irak, waar ze door Iraanse Koerden naar Iran werden gesmokkeld. De KDP en PUK waren het oneens over hoe Ansar al-Islam te bestrijden, en sommige KDP-functionarissen weigerden zelfs in te grijpen en beweerden dat de PUK de gevolgen onder ogen moest zien van het toestaan van Ansar al-Islam om dergelijke macht te krijgen. De Verenigde Staten zetten de Peshmerga ook onder druk om hun IMK-Peshmerga-tak in 2003 te ontbinden.
Na de ineenstorting van het emiraat werd Ansar al-Islam opgeheven. Abu Abdullah al-Shafi'i stichtte de ontsnapping uit de regio Koerdistan en stichtte Jamaat Ansar al-Sunna en vocht tegen de Iraakse opstand, terwijl Mullah Krekar naar Noorwegen vertrok en Rawti Shax oprichtte vóór zijn arrestatie in 2015. Ali Bapir verzoende zich met de regionale regering van Koerdistan en registreerde zijn groep als legale politieke partij.
Mullah Krekar trok het nationalisme van de PUK in twijfel en beweerde dat geen enkele Koerdische nationalist de Verenigde Staten zou uitnodigen om de enige Koerdische staat te verslaan. Mullah Krekar weigerde ook zich bij de Iraakse opstand aan te sluiten, aangezien veel Iraakse jihadisten voormalige Ba'ath-officieren waren.
Eind 2016, rond de 15e verjaardag van het emiraat, zei Mullah Krekar dat "ik hoop dat we ons zo snel mogelijk van Irak scheiden. Ik zou het van ganser harte steunen. We werden in 1921 met geweld geannexeerd bij de Iraakse staat, een staat die in alle opzichten een mislukte staat is. De eerste keer dat Irak vliegtuigen kocht, bombardeerden ze het Koninkrijk Koerdistan en Sulaymaniyah. Als een klein deel van Koerdistan wordt gescheiden van Irak en de onafhankelijkheid uitroept, zal ik het volledig onderschrijven. Toen Mauritanië de onafhankelijkheid verklaarde, hadden ze niet eens een gebouw om met hun vlag te zwaaien, maar toch riepen ze de onafhankelijkheid uit." Hij beweerde ook dat hij niet langer wrok koesterde tegen Koerdische regeringsfunctionarissen. Hoshyar Zebari bevestigde dat de Koerdische regering vrede heeft gesloten met Krekar.